# Веганська спільнота
Веганська спільнота (англ. The Vegan Society) — перша веганська організація, що зареєстрована 1 листопада 1944 року у Великій Британії. Засновником є Дональд Вотсон.
Щороку, 1 листопада, в день заснування спільноти відзначається Міжнародний день вегана.
З червня 2020 року Веганська спільнота має подкаст під назвою The Vegan Pod.